# 赫尔曼·尼贝里
赫尔曼·尼贝里（瑞典語：Herman Nyberg，1880年2月22日—1968年7月6日），瑞典前男子帆船运动员。他曾代表瑞典参加1912年夏季奥林匹克运动会帆船比赛，获得10米级金牌。